# Kindia
Kindia est une ville de Guinée située à 135 km de la capitale du pays, Conakry. C'est la capitale de la région de Kindia et le chef-lieu de la préfecture de Kindia, Cosmopolite, elle est peuplée en majorité de Soussous et de Peuls. De tradition agropastorale, elle est parfois surnommée « la cité des agrumes».

## Histoire
La ville a été fondée en 1904 sur le tracé du chemin de fer de Conakry à Kankan.Kindia s'est développée autour de plantations de bananes. La ville est parfois surnommée « la cité des agrumes » en raison de sa tradition agropastorale.

Kindia vers 1905.
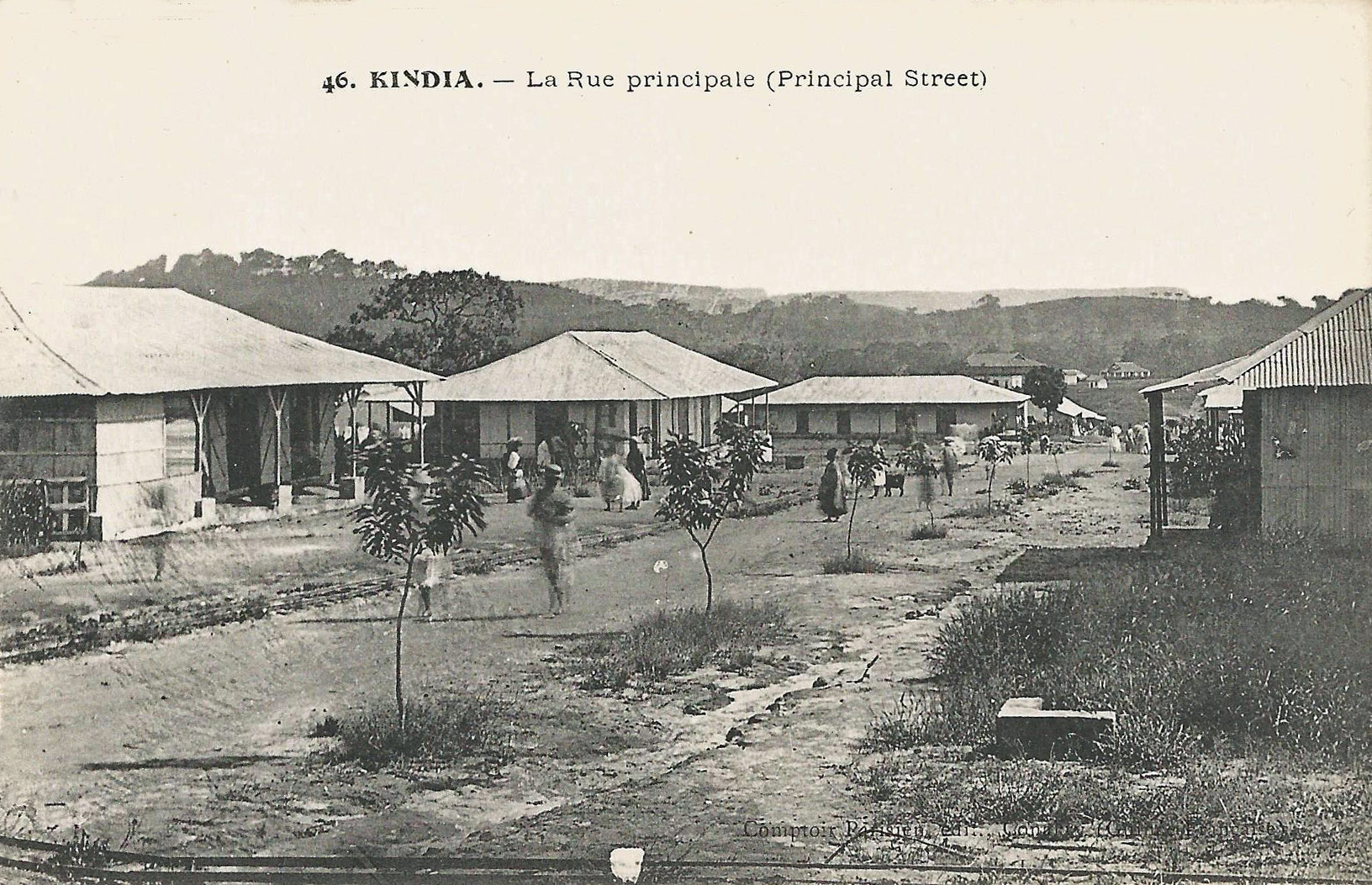
Rue principale.
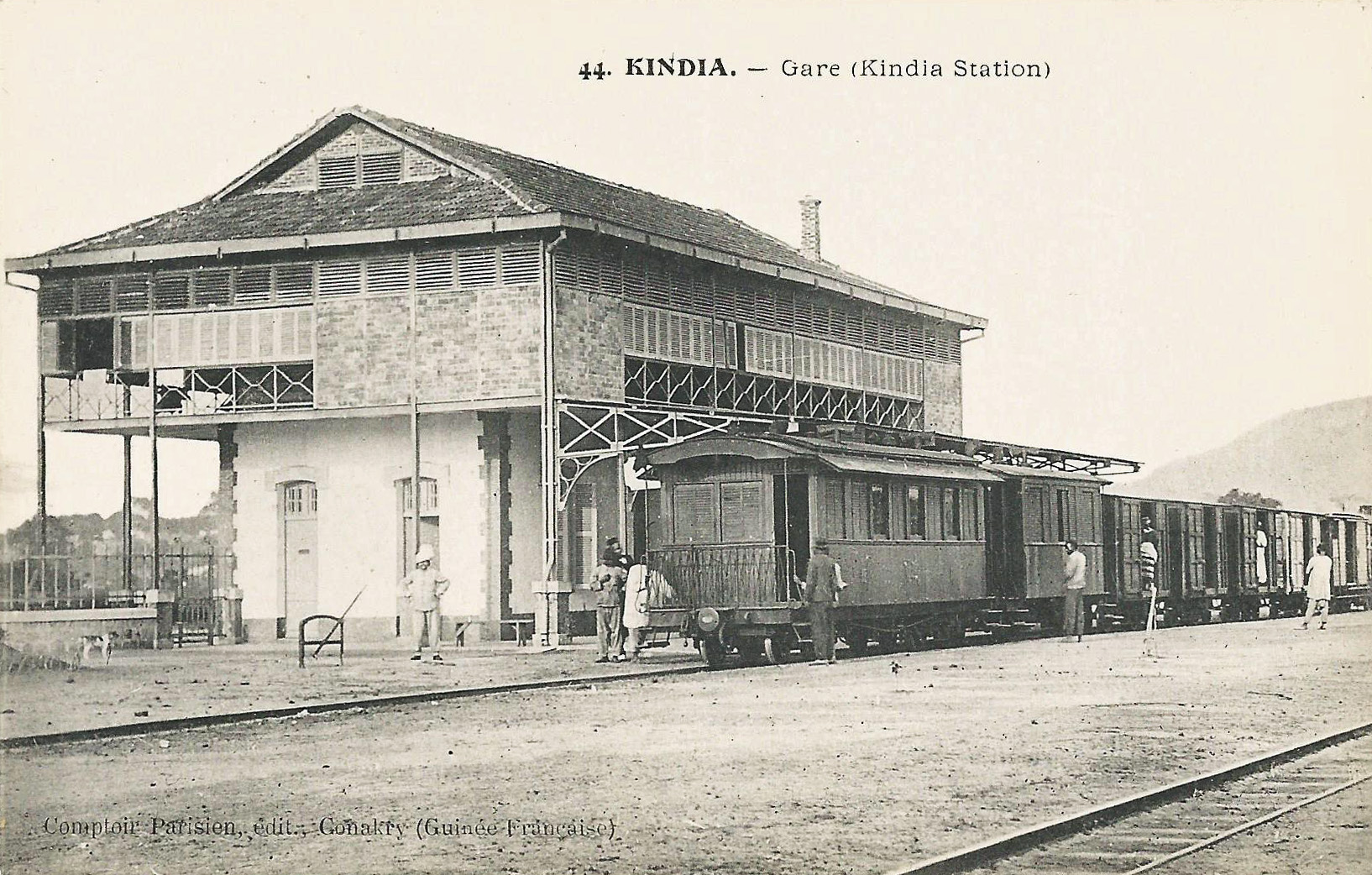
Gare.
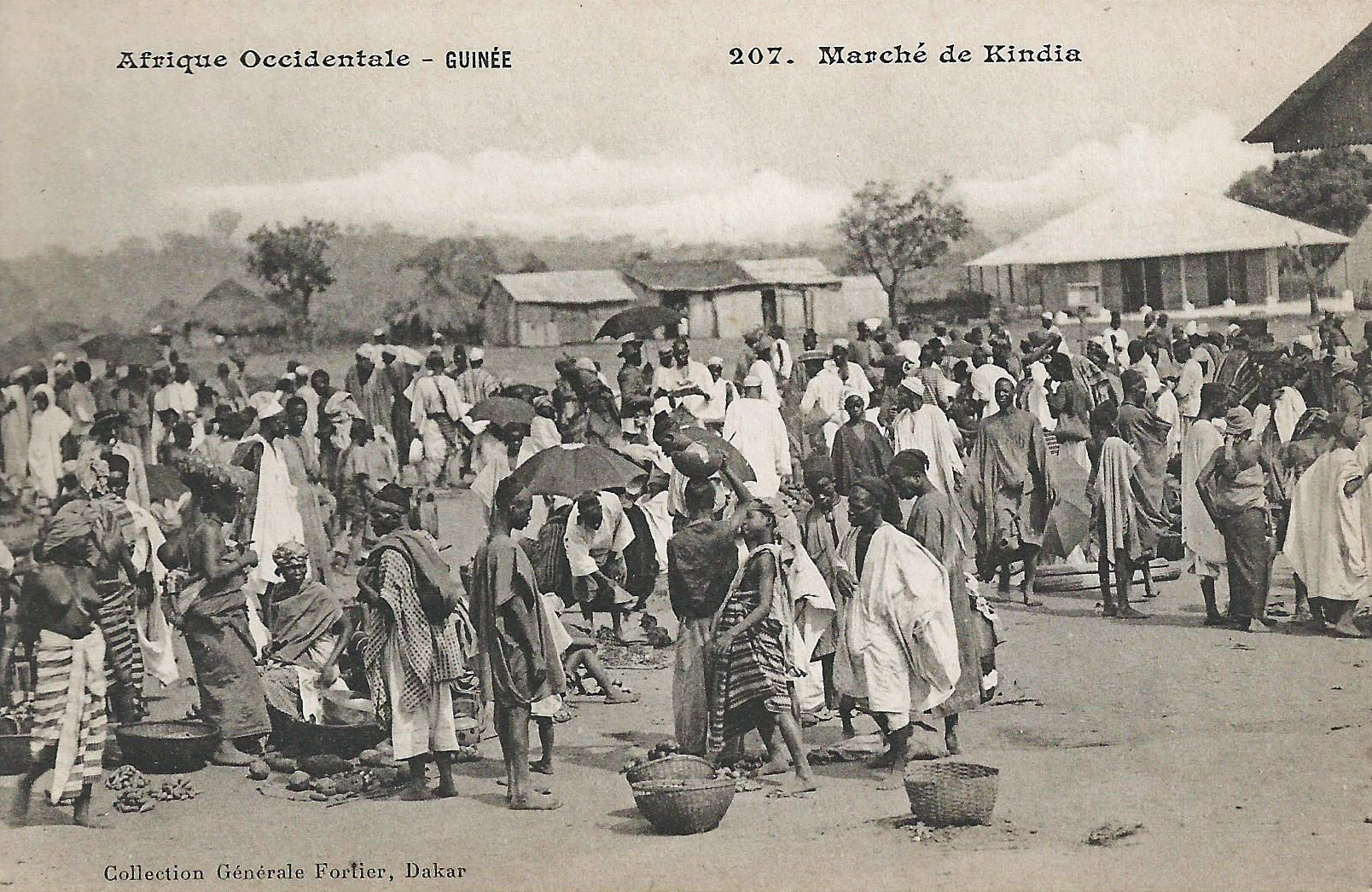
Marché.
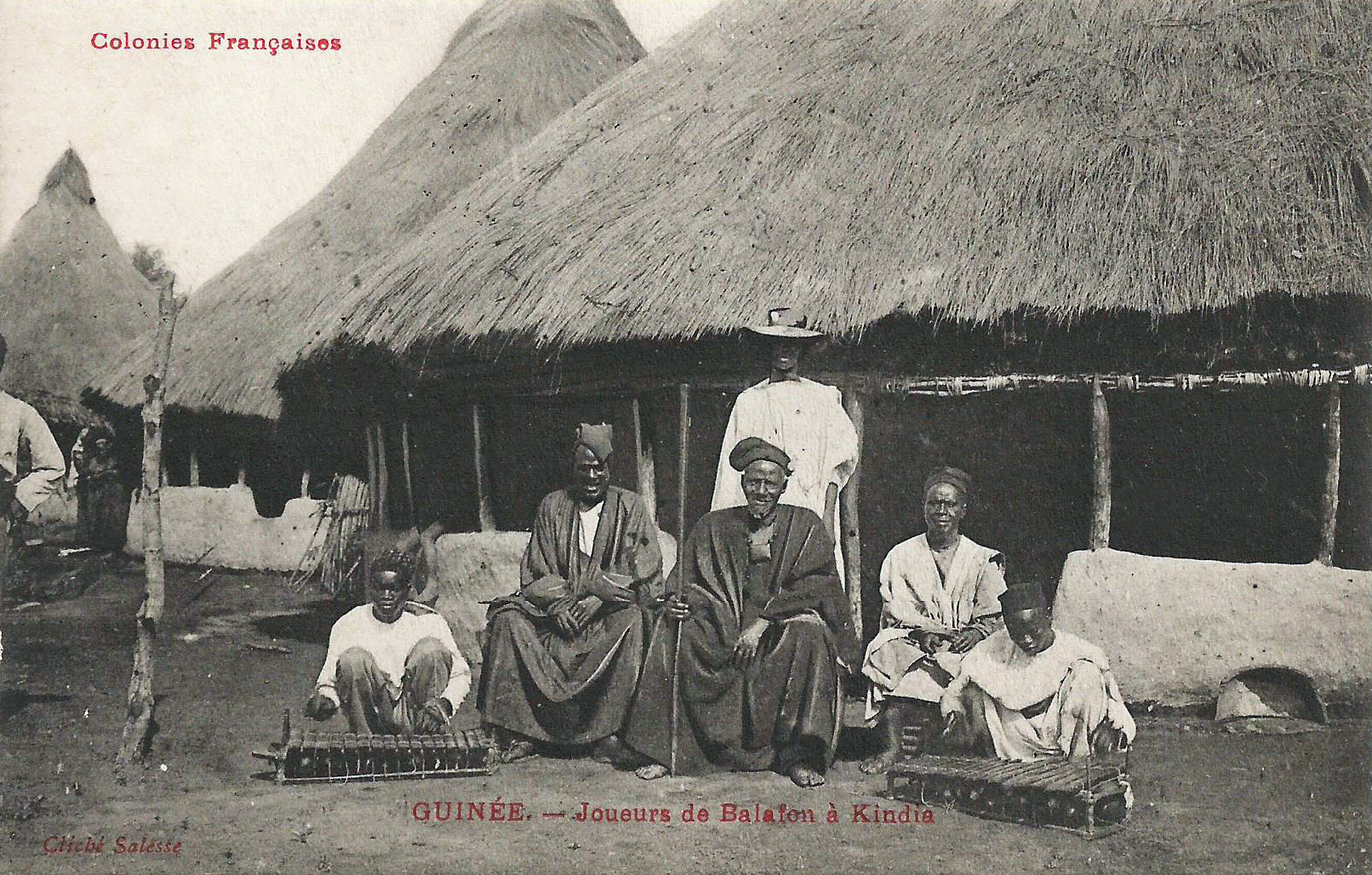
Joueurs de balafon.
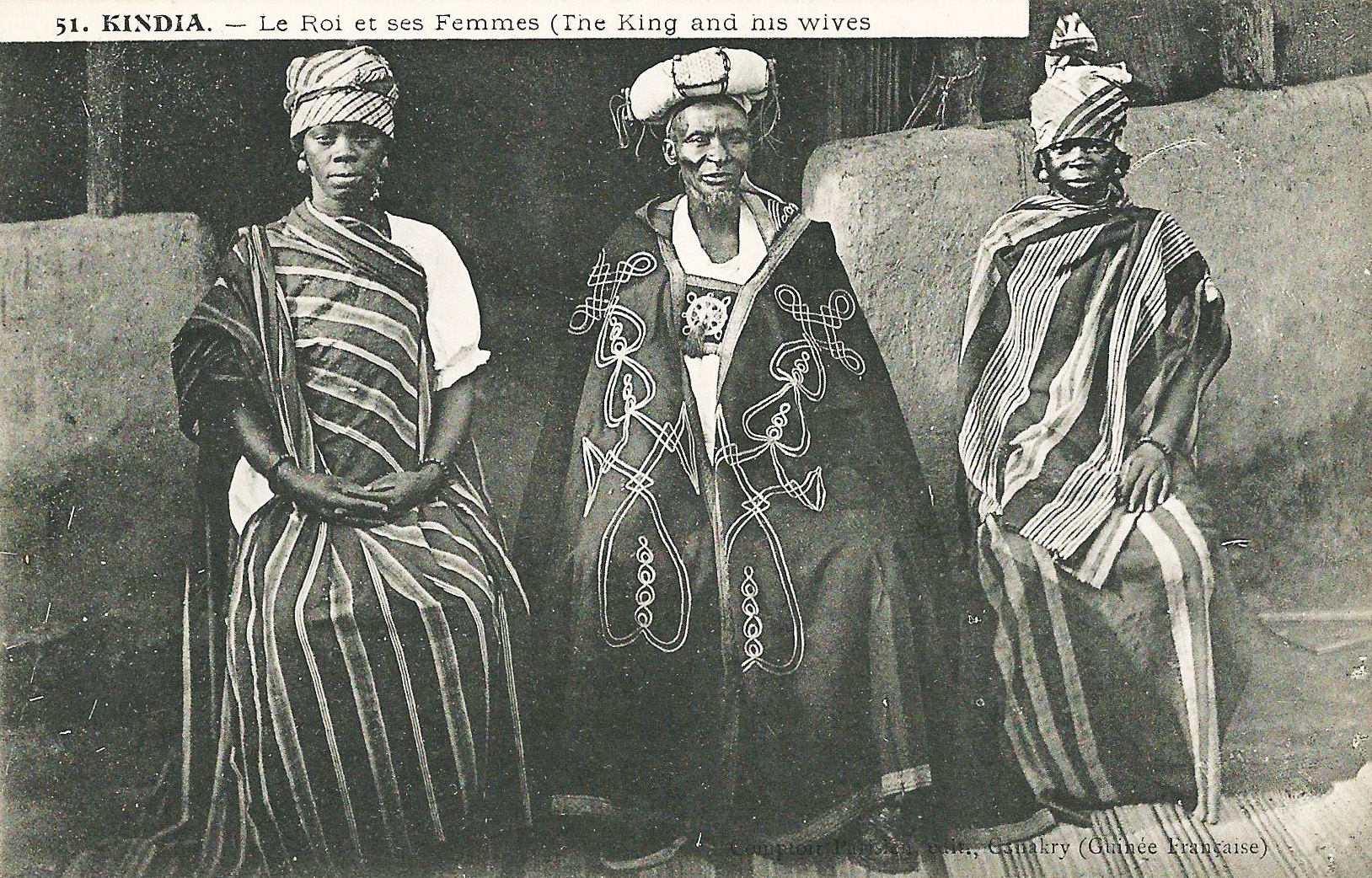
Le roi et ses femmes.

### Organisation administratif

#### Liste des maires
| N° | Nom et prenoms     | Debut | Fin      |
| -- | ------------------ | ----- | -------- |
| 01 | N'Famara Keïta     | 1956  | 1958     |
| 02 | Mamadouba Bangoura | 2018  | En cours |

## Géographie

### Géographie physique
La commune urbaine de Kindia s'étend sur 500 km2.
Le relief est constitué de plateaux dont l'altitude moyenne est de 400 m. Le mont Gangan culmine à 1 117 m.
Kindia est dotée d'un climat tropical humide de type Aw selon la classification de Köppen. La température moyenne annuelle est de 25,7 °C. Les précipitations sont d'environ 2 202 mm par an, moins importantes en hiver qu'en été. Les vents dominants sont la mousson et l'harmattan.
La commune est arrosée par de nombreux cours d'eau qui alimentent les bassins de la Kolente et du Konkouré.
La végétation est constituée de savanes arborées, de savanes boisées et de forêts, dont plusieurs sont classées.

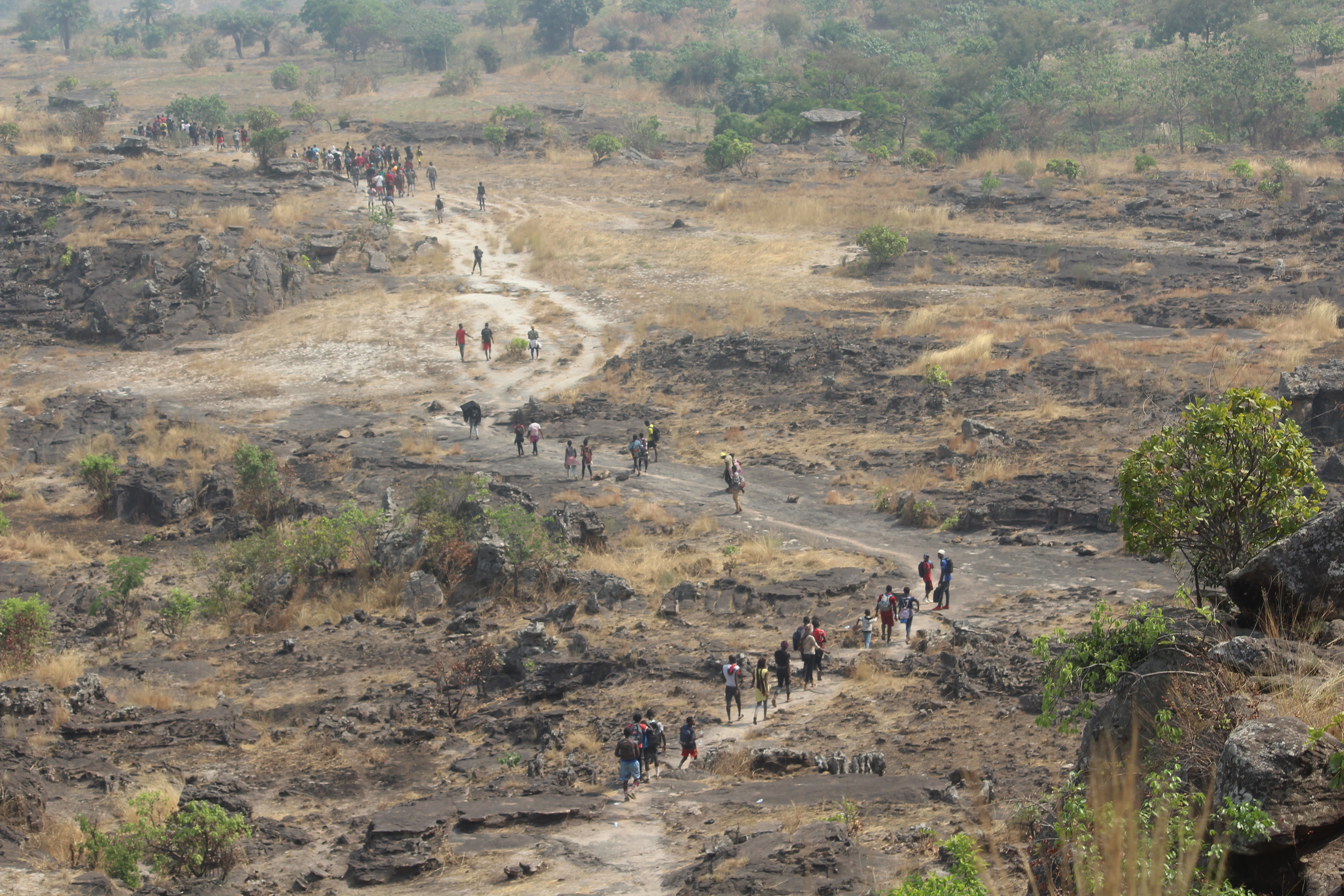
Au pied du mont Gangan.
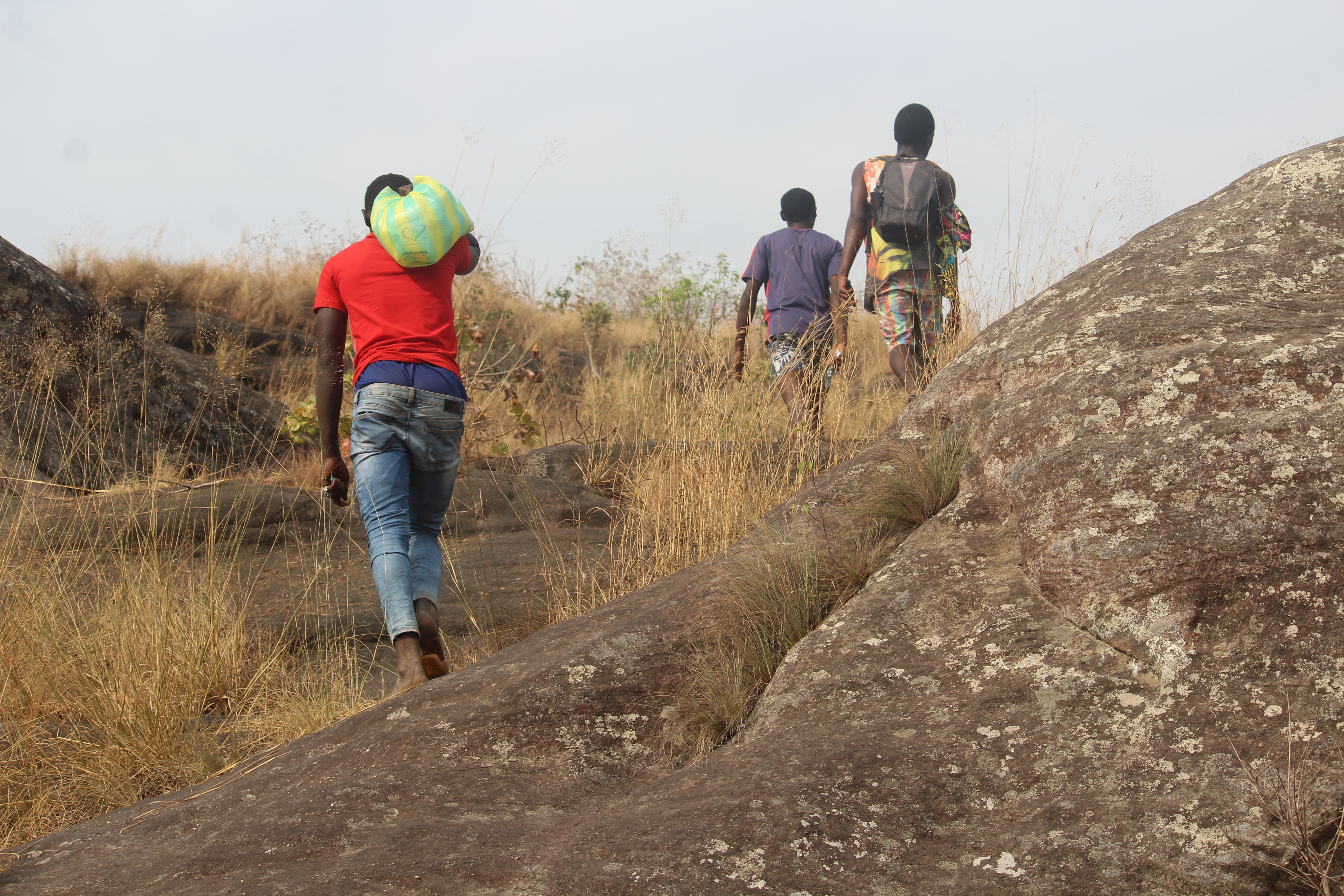
Sortie scolaire au mont Gangan.
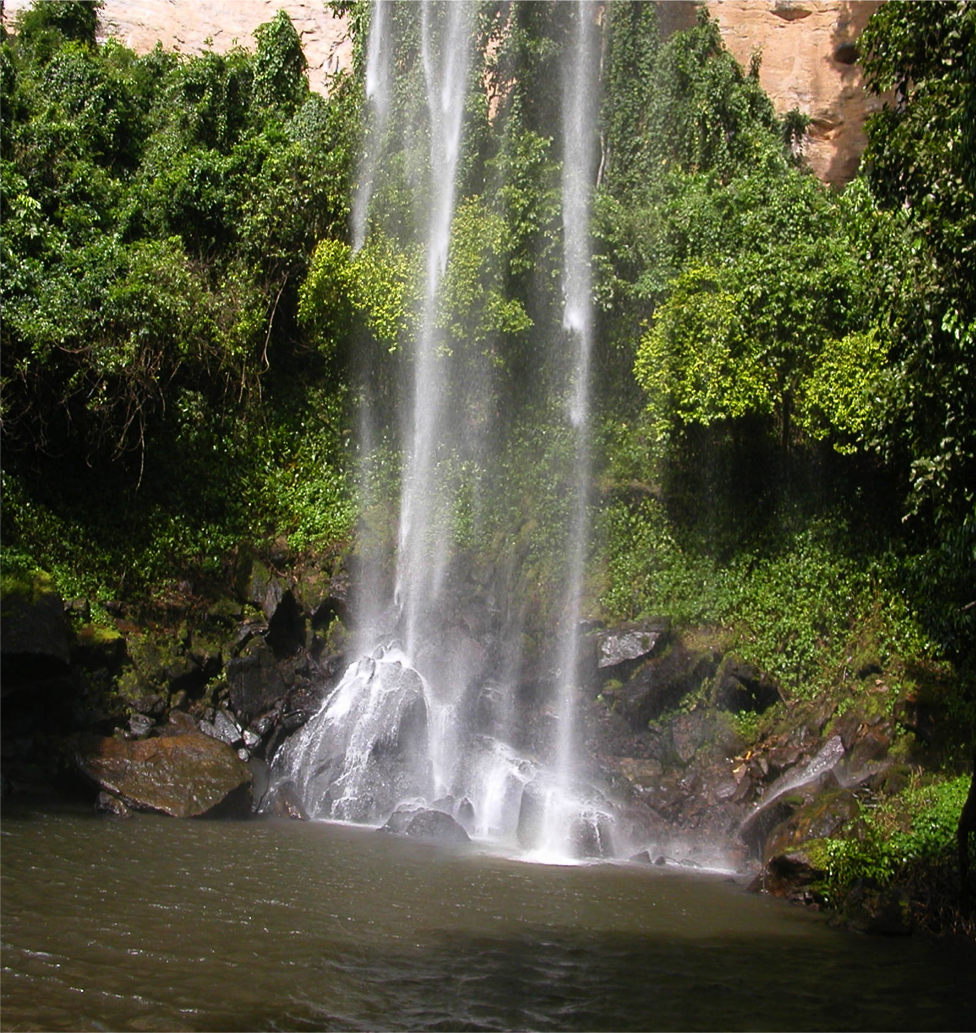
Chutes de la mariée.
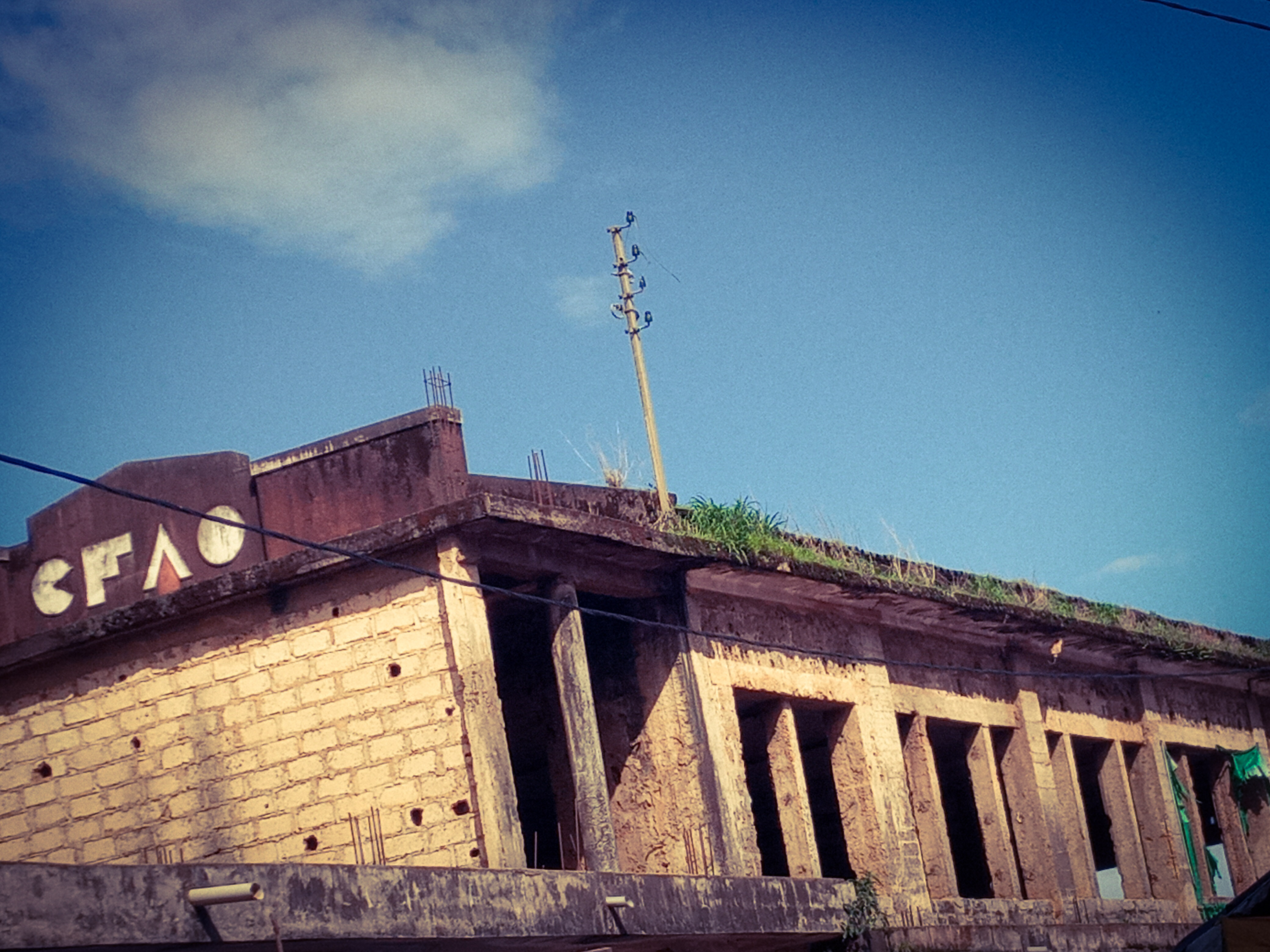

### Démographie
C'est une ville cosmopolite où cohabitent de nombreuses ethnies, principalement des Soussous, des Peuls et des Malinkés. La langue dominante est le soussou. 
À partir d'une extrapolation du recensement de 2014 (RGPH3), la population de Kindia Centre a été estimée à 182 280 personnes.

## Économie

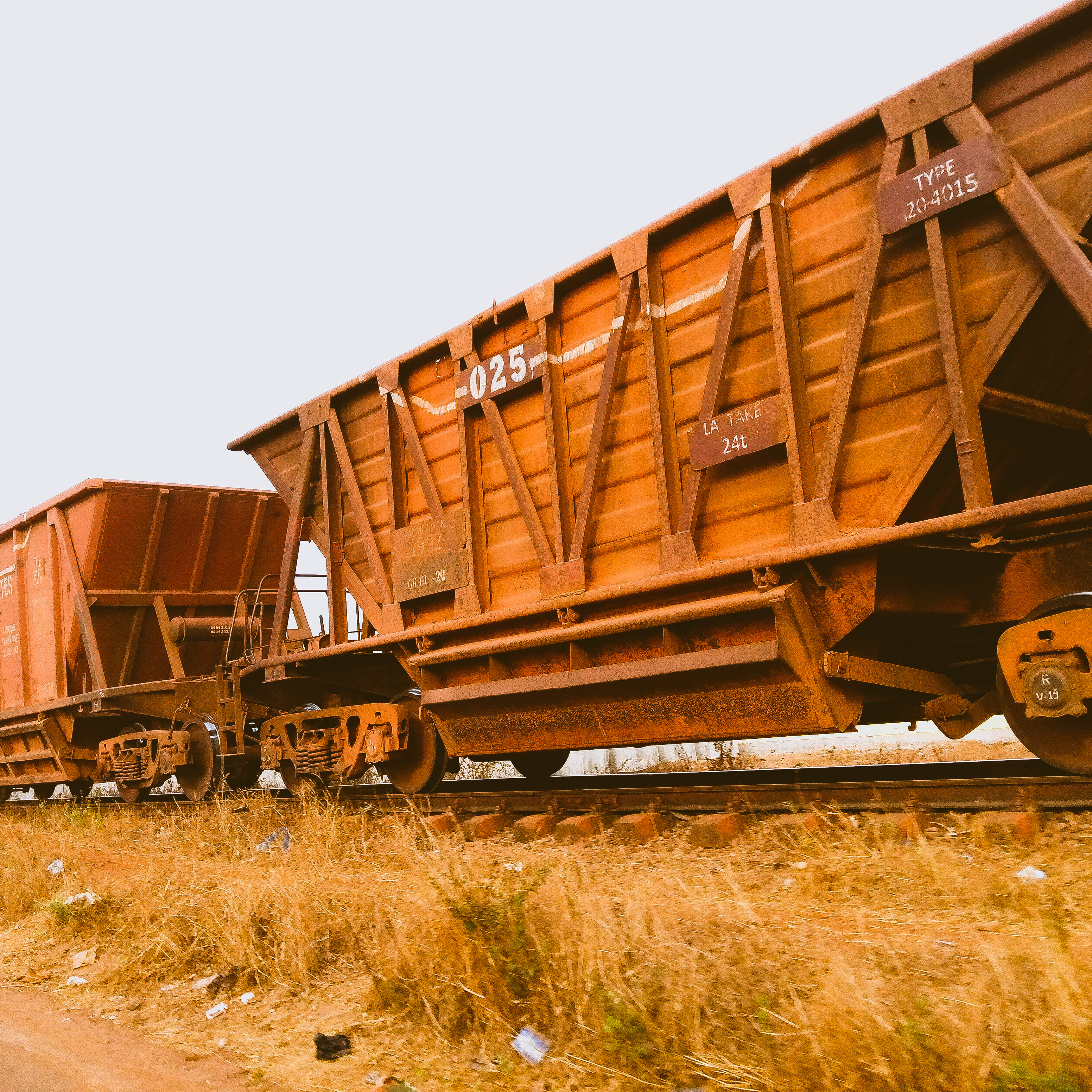
Wagons de la CBK.

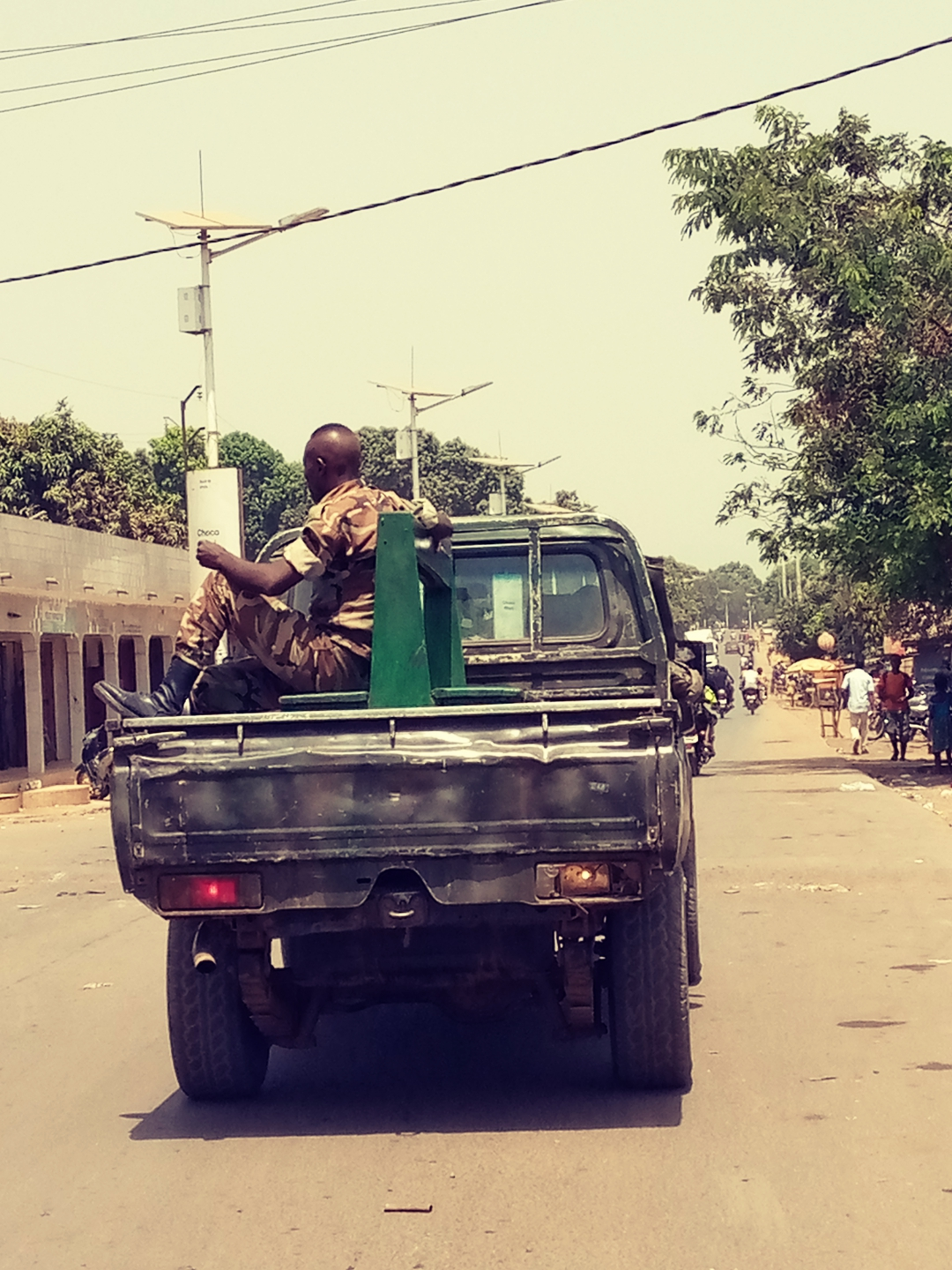
Véhicule militaire se dirigeant vers le camp Kèmè Bouréma.

La Guinée abrite plus d'un tiers des réserves mondiales de bauxite, avec une production nationale de 60 millions de tonnes en 2018, principalement extraite en Guinée maritime par trois entités, dont la  
Compagnie des bauxites de Kindia (CGK) pour 6% de la production.
Kindia abrite aussi la première région militaire de Guinée, dont le siège se trouve au camp Kèmè Bouréma, connu à l'ère coloniale sous l'appellation de « camp Galliéni ». En 1960 on lui a donné le nom du général Kèmè Bouréma Touré, le plus jeune des  frères de Samory Touré.

## Transport
Kindia est une ville-carrefour où se croisent plusieurs routes nationales, en provenance de Conakry, Mamou, Télimélé, Forécariah et de la Sierra Leone. En 1991 une voie de contournement a été construite pour désengorger le centre urbain.
Les gares routières se sont développées et le transport urbain s’est considérablement accru : alors qu'en 1988 environ 1 300 véhicules traversaient la ville, leur nombre a été estimé à plus de 15 000 en 2010.
Un parc de taxis assure la desserte dans de nombreux quartiers. Des taxis-brousses relient le centre urbain à la totalité des districts. 

Taxis à Kindia.
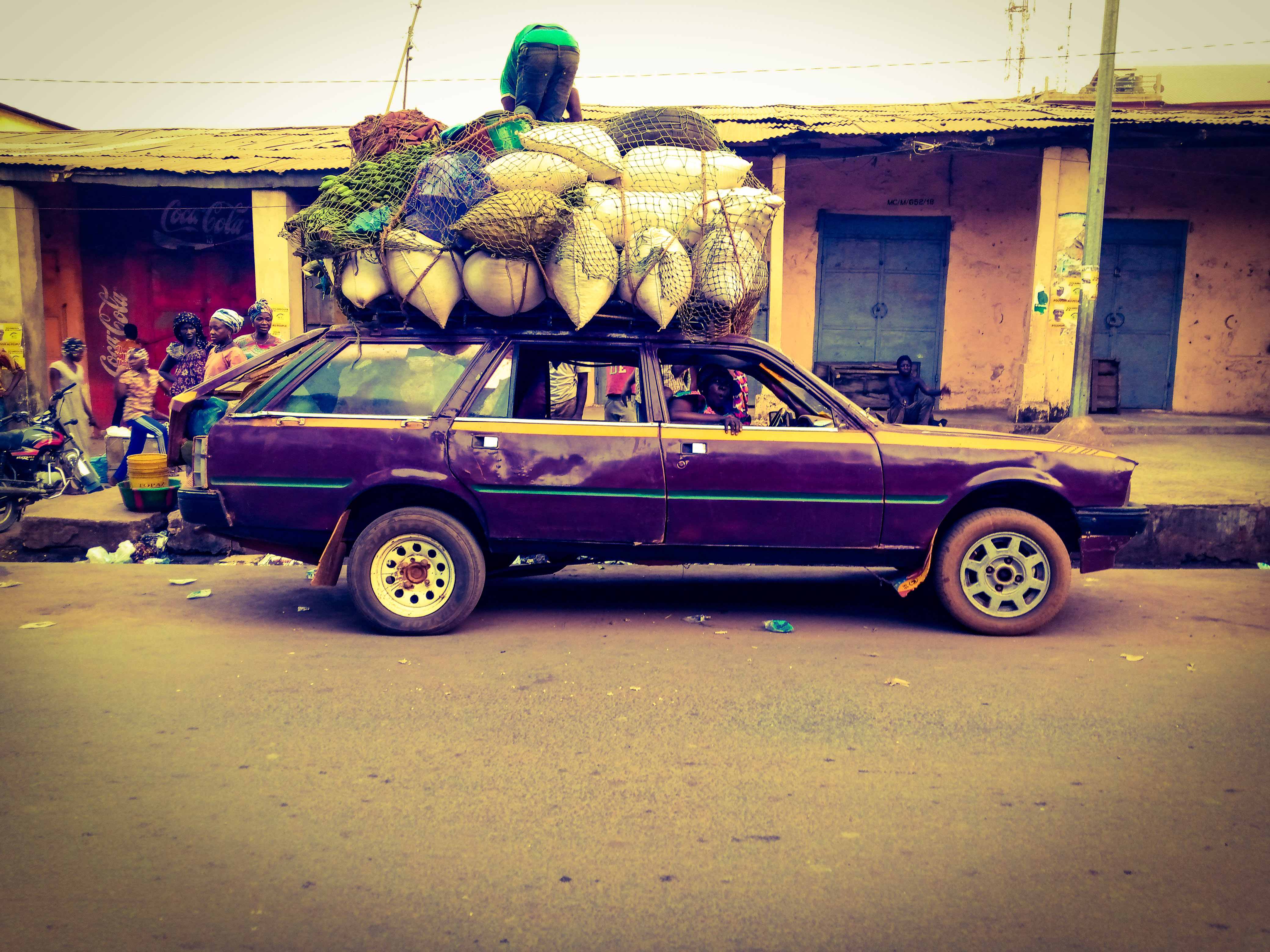
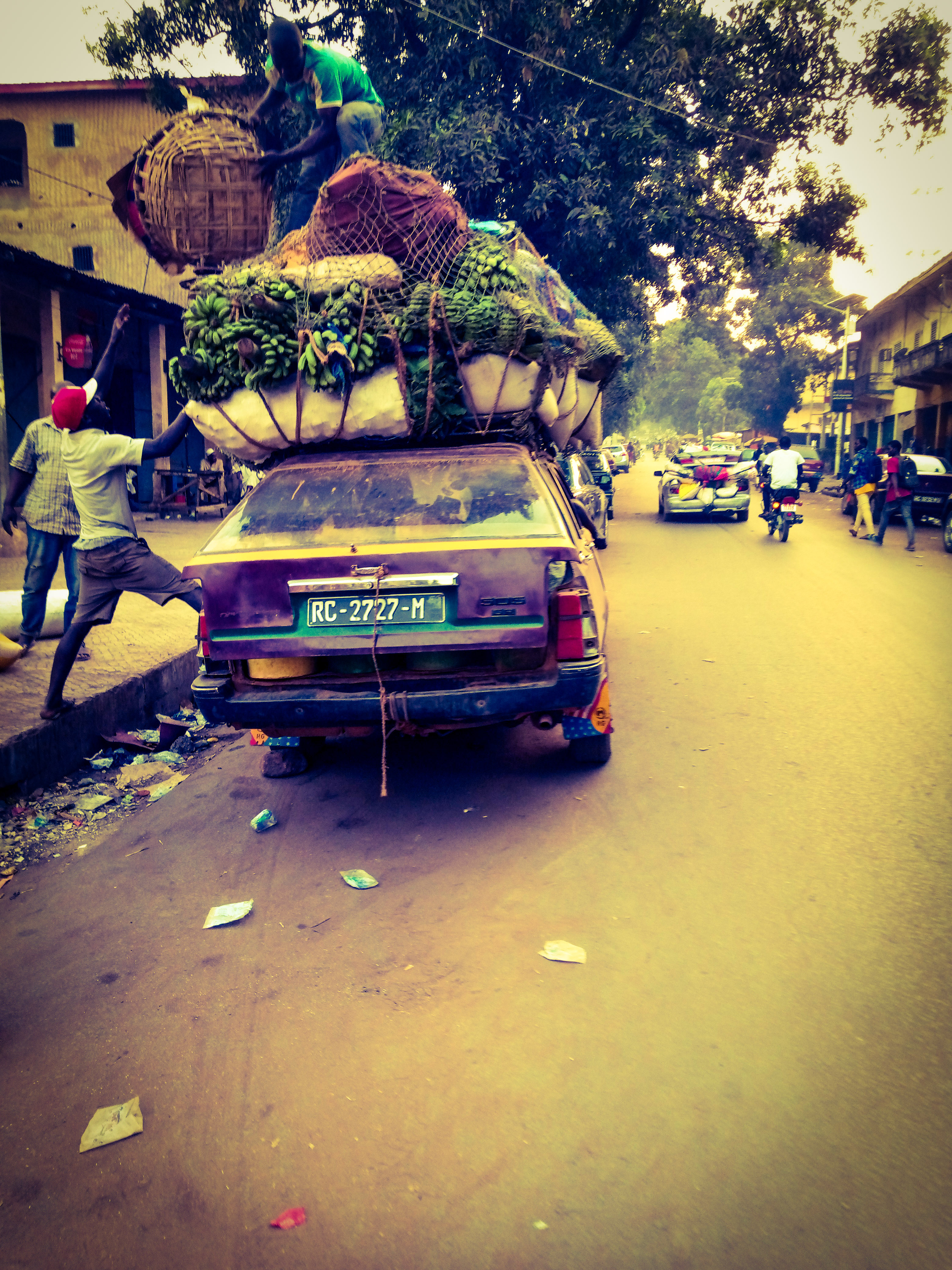
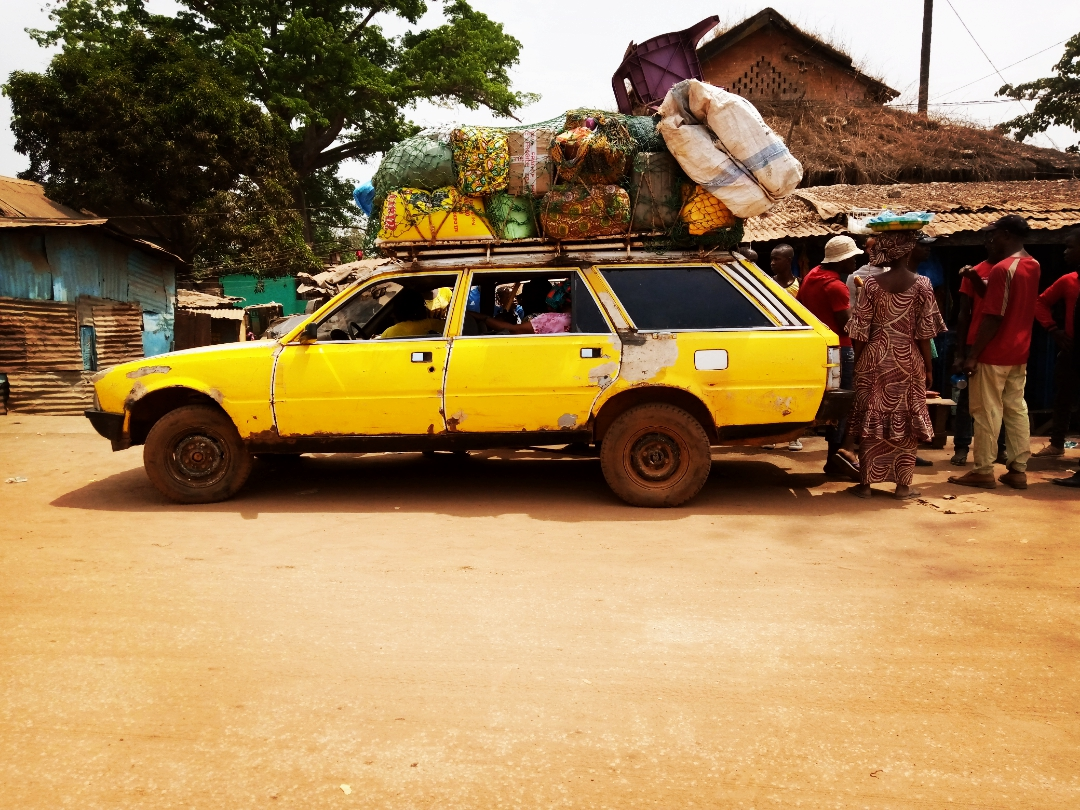
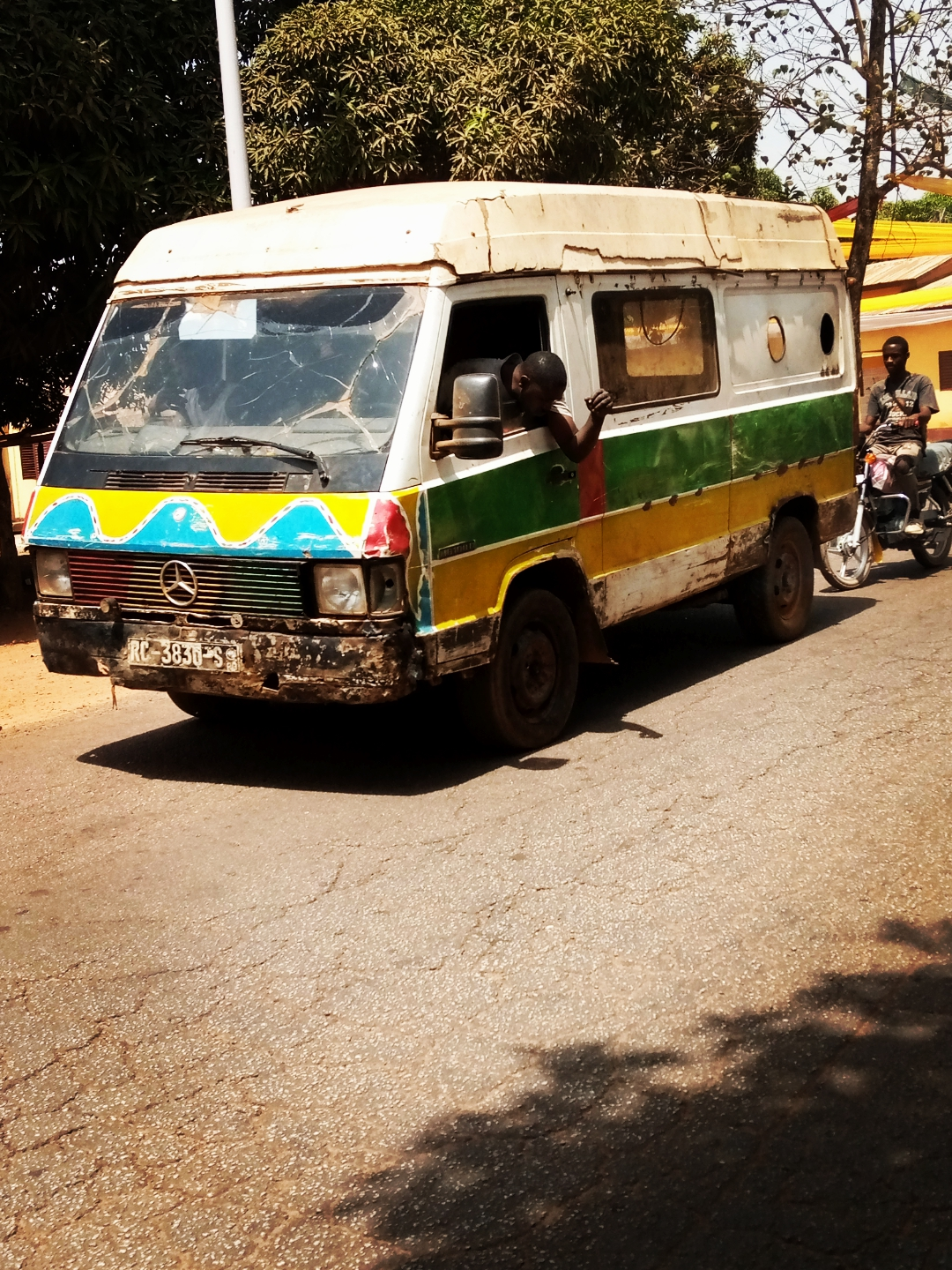

## Organisation de la commune
La commune urbaine de Kindia est une collectivité territoriale gérée par un organe délibérant dont l'exécutif est constitué par le maire de la commune.
Elle compte une quarantaine de quartiers. En 2014 (RGPH3), les plus peuplés sont Gangan, Sambaya, Koliady I, Kenendé, Kindia-Gare, Sinaniya, Condetta III.
Kindia a connu le passage de différents maires depuis le 11 janvier 1991, dont Ibrahima Sambegou Diallo, de l'Union pour le progrès et le renouveau (UPR), le premier maire de la commune urbaine de Kindia. En 2014, Mamadou Dramé, maire de Kindia pendant 20 ans et président de l’Association nationale des communes de Guinée, a reçu les insignes de chevalier de la Légion d’Honneur pour avoir fait de sa ville « un exemple de gestion innovant ». Depuis les élections communales du 4 février 2018, la mairie est gérée par Mamadouba Bangoura, un proche de Mamadou Sylla, de l'Union démocratique de Guinée (UDG).

## Sport

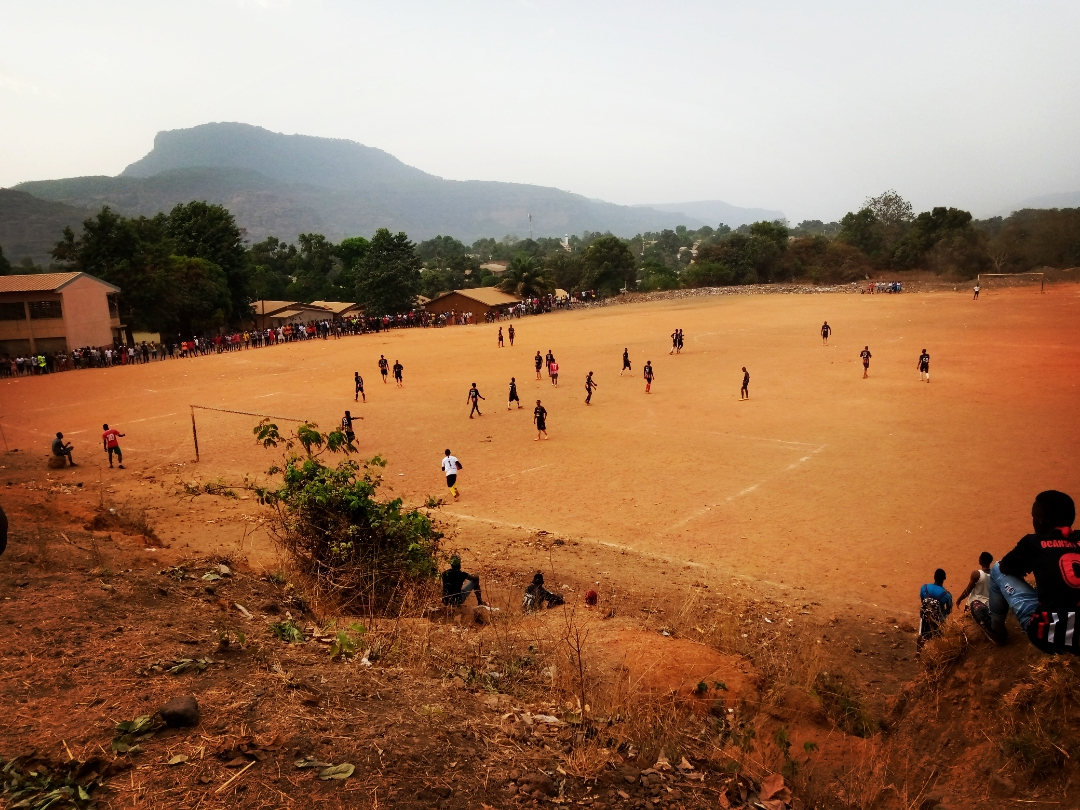
Terrain de football dans la banlieue de Kindia.

La ville dispose d'un stade de 2 500 places, le stade Fodé Fisa. C'est là que joue le Loubha FC de Télimélé.

## Média
La Région de Kindia est dotée de plusieurs station de radio[Lesquels ?].

## Éducation

Institutions éducatives.
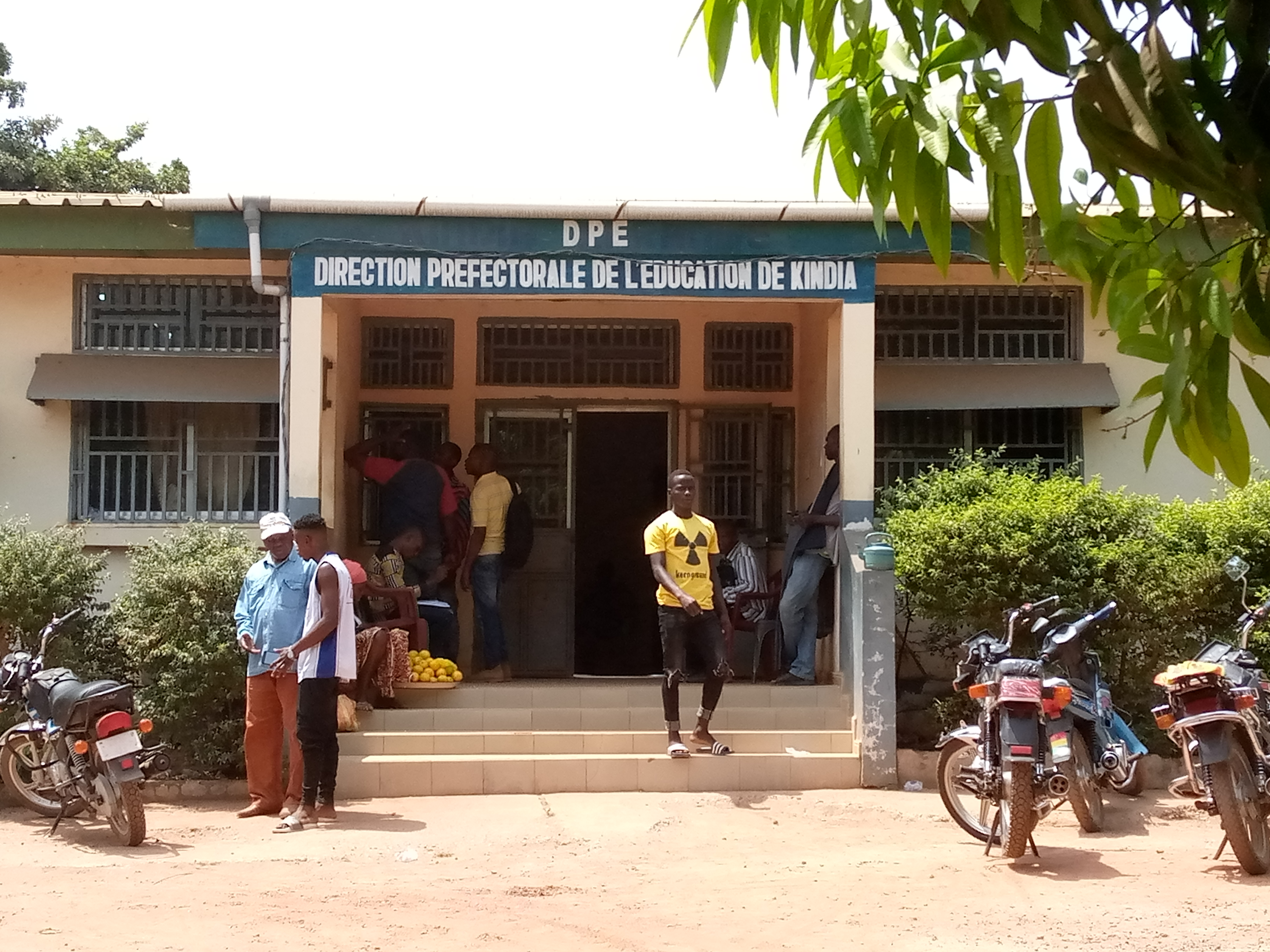
Direction préfectorale de l'éducation (DPE).
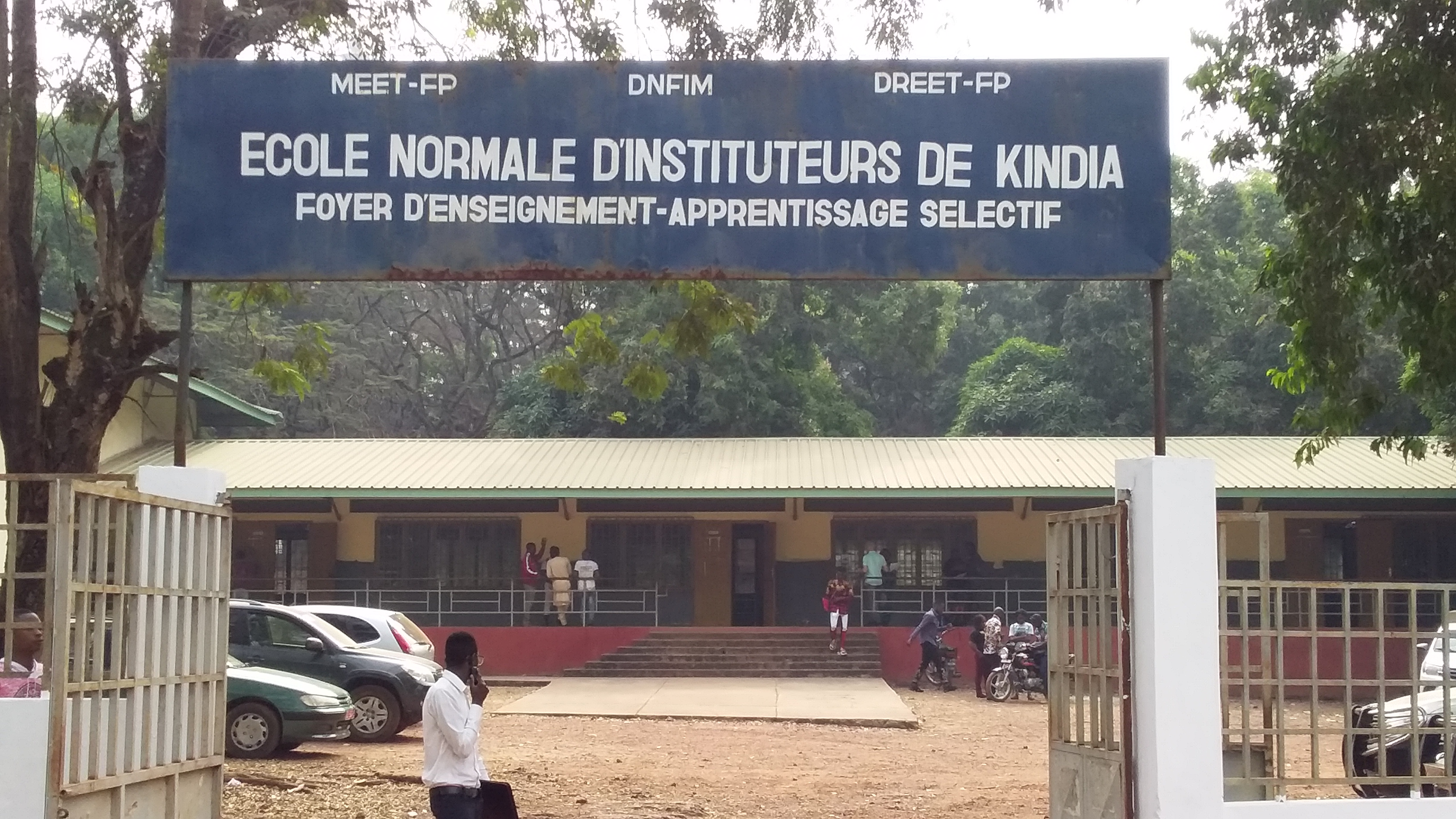
École normale d'instituteurs (ENI).
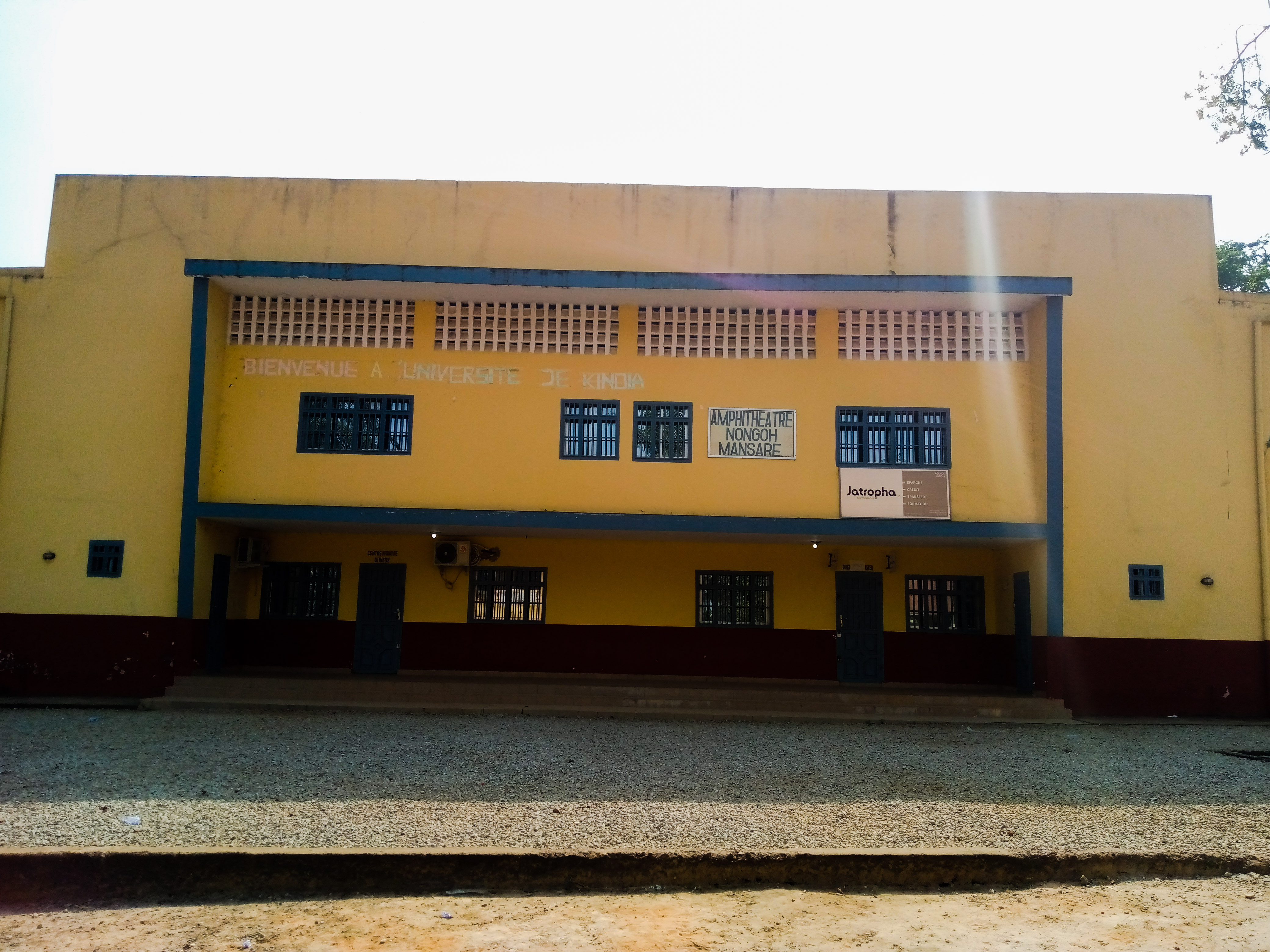
Amphithéâtre Nongoh Mansare.
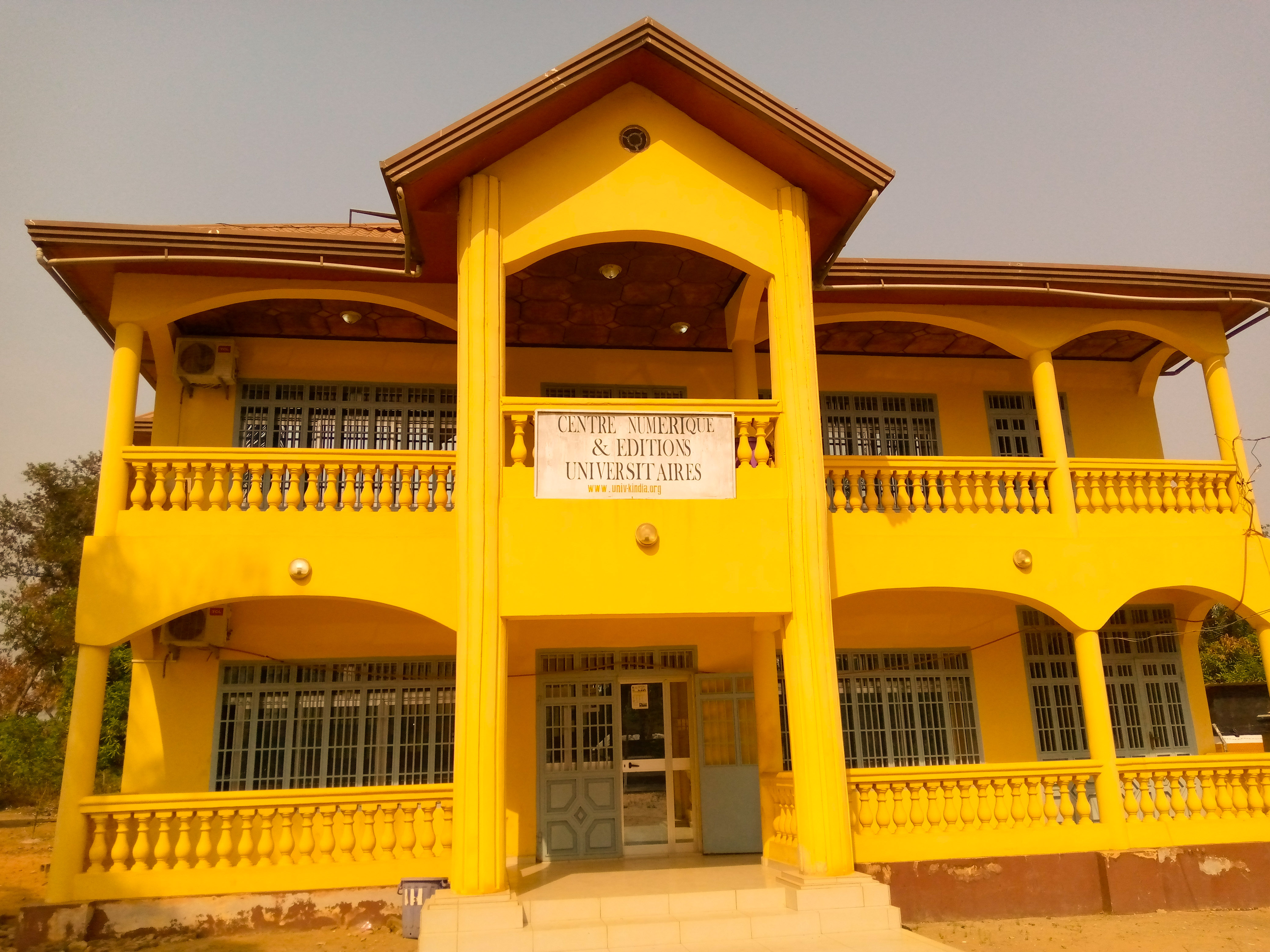
Centre numérique et Éditions universitaires.

### Pré-Universitaire
Kindia, l'une des principales villes de Guinée, abrite plusieurs écoles primaires publiques et privées qui jouent un rôle essentiel dans la formation des jeunes générations. Voici une sélection des écoles primaires les plus connues de la ville : École Primaire Général Mamadi Doumbouya (Gadha Wawa),, École Primaire Nelson Mandela (Débélé), Groupe Scolaire Privé Penda de Kindia, École GSP "Le Mérite" Kindia, Groupe Scolaire Cheikh Anta Diop Kindia, École Primaire Le Dauphin, École Primaire de Gouélémata.

### Collège et Lycée
Lycée 28 Septembre de Kindia
Fondé en 1957 sous le nom de Lycée Wossou, cet établissement est l'un des plus anciens de la région. Situé dans le quartier Tafory Météo, il a formé de nombreux cadres guinéens. Cependant, il fait face à une dégradation avancée de ses infrastructures, avec des bâtiments délabrés et un manque de clôture, suscitant des appels à la rénovation. Ces établissements reflètent la diversité et la richesse du paysage éducatif de Kindia, contribuant chacun à leur manière à la formation des futurs citoyens guinéens.
Lycée d’Excellence de Bamban, Collège Bilingue La Fayette, Collège Caravansérail, Collège de Damakania,,.

### Enseignement Universitaire
L'Université de Kindia, située dans la sous-préfecture de Damakania, est un établissement public fondé en 1946 en tant que station de recherche fruitière. Elle est aujourd'hui un centre d'enseignement supérieur de la région.
L'École Normale d'Instituteurs (ENI) de Kindia, est un établissement public d'enseignement supérieur en Guinée, dédié à la formation initiale des enseignants du primaire. Elle fait partie d'un réseau de dix ENI réparties à travers le pays, jouant un rôle central dans la mise en œuvre de la politique éducative nationale.

## Personnalités nées ou liées à Kindia
- Abdoulaye Kapi Sylla (1982-), footballeur guinéen
- Aicha Kindia (? - ) musicienne guinéenne ;
- Boubacar Diallo (1985-), footballeur guinéen
- Charles Fassou Sagno (1945-), économiste et homme politique guinéen
- Chérif Souleymane (1944-), footballeur international guinéen
- Cherif Traorè (1994-), joueur international italien de rugby à XV
- Daouda Camara (1994-), footballeur international guinéen
- Mamadou Antonio Souaré (1952-), homme d'affaires et dirigeant de football guinéen
- Moussa Yéro Bah (?), journaliste et militante guinéenne.
- William Baldé (1971-), auteur-compositeur-interprète français
- Kandet Diawara, footballeur international guinéen

- Waliou de Gomba (vers 1829 - 1912), érudite et résistant guinéen.